# Neobisium jeanneli
Neobisium jeanneli är en spindeldjursart som först beskrevs av Edvard Ellingsen 1912.  Neobisium jeanneli ingår i släktet Neobisium och familjen helplåtklokrypare. Inga underarter finns listade i Catalogue of Life.